# Aloe hexapetala
Aloe hexapetala é uma espécie de liliopsida do gênero Aloe, pertencente à família Asphodelaceae.